# Lorica segmentata

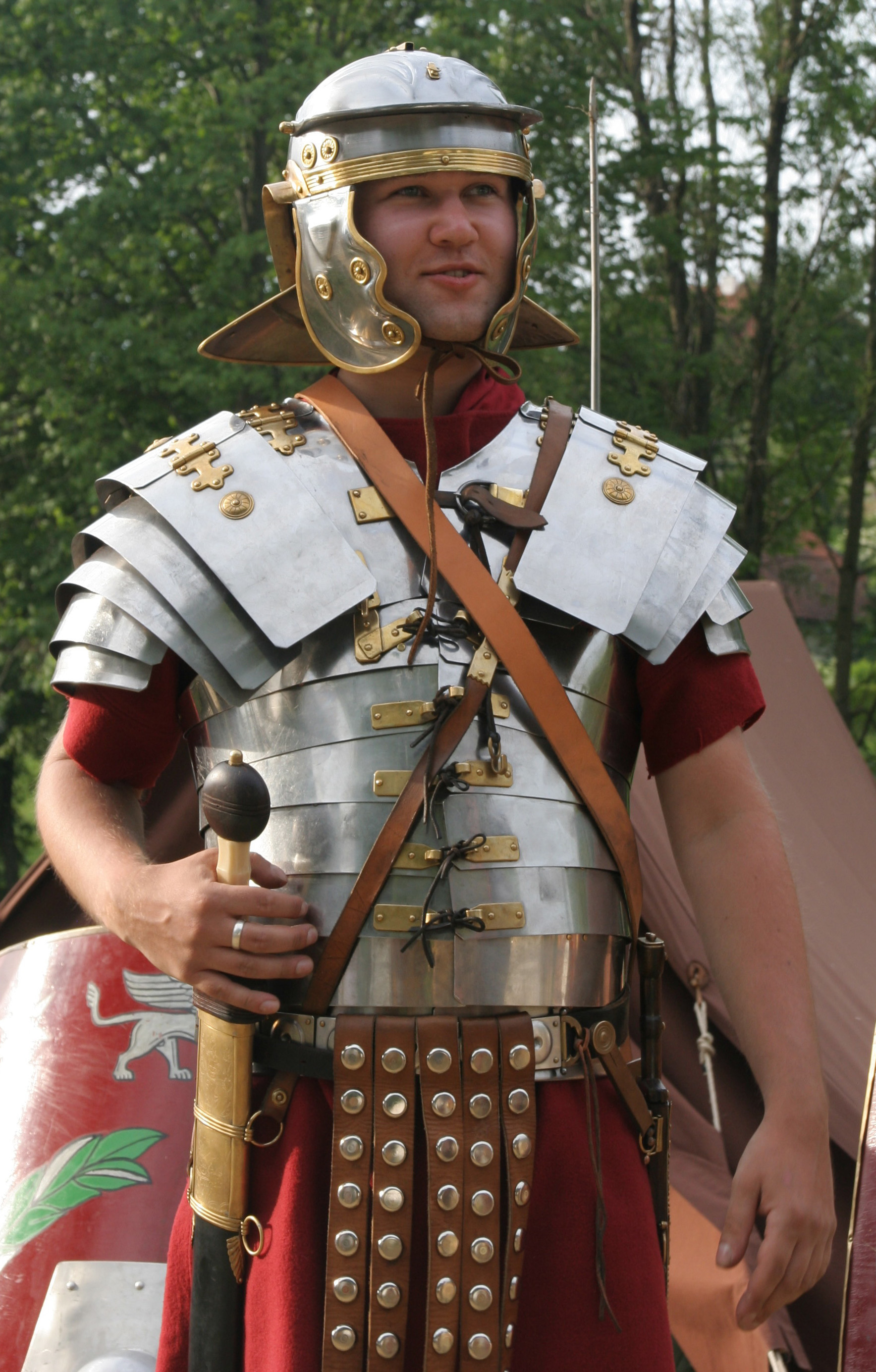
Legionari romà amb lorica segmentata.

La lorica segmentata era un tipus d'armadura personal utilitzada principalment per les legions de l'exèrcit romà durant els primers segles del Principat. Cal remarcar que el terme lorica segmentata s'introduí al segle xvi, ja que el terme original llatí específic ens és desconegut.
L'armadura consisteix en una sèrie de bandes amples metàl·liques (de ferro o acer) unides a corretges de cuiro internes. Les bandes estaven disposades horitzontalment sobre el tors, superposant-se la més alta sobre la més baixa, i envoltaven el cos en dues meitats, que es fixaven a la part frontal i a la part posterior. La part superior del cos i les espatlles quedaven protegits per bandes addicionals i plaques pectorals i dorsals. La forma de l'armadura permetia desar-la de forma molt compacta, ja que es podia separar en quatre seccions.
La lorica segmentata es va començar a utilitzar a començaments del segle I i va ser l'equipament habitual dels legionaris fins al segle iii, quan va ser substituïda, en general, per la lorica hamata, un tipus de cota de malla. Durant la seva època d'ús generalitzat només formava part de l'equip dels legionaris, mentre que les tropes auxiliar (auxilia) duien lorica hamata o lorica squamata. De lorica segmentata s'han identificat diversos tipus o variants, les més clares de les quals duen els noms del lloc on s'han identificat: el tipus Kalkriese (ca. 20 aC a 50 dC), el tipus Corbridge (40-120), el tipus Newstead (120-250) i el tipus Alba Iulia (possiblement del segle III).